# Evripidova jama
Evripidova jama je ozka jama, približno 47 metrov globoka z desetimi majhnimi dvoranami. Nahaja se na pobočju s pogledom na Saronski zaliv na območju Peristeria na južni obali otoka Salamine v Grčiji. Ime jame izvira iz antičnih časov, saj je na tem kraju dramatik Evripid pisal svoje tragedije. Antična pisca Filokor in Satir iz Kalatisa sta Evripida opisovala kot mizantropa, ki se je družbi izogibal tako, da se je skril v jamo. Rimski pisec Aul Gelij iz 2. stoletja je trdil, da je med svojim obiskom Aten obiskal "temačno kaverno" (Atiške noči XV.20).

## Arheologija
V 90. letih 20. stoletja so potekala izkopavanja, ki jih je vodil Yannos G. Lolos, docent za prazgodovinsko arheologijo na Univerzi v Ioannini v Epiru, v sodelovanju z Oddelkom za paleoantropologijo grškega Ministrstva za kulturo.
Najdbe segajo v obdobje od poznega neolitika naprej. To so kamnitie pripomočki in puščice, mikenska pokopališča, keramika iz 5. stoletja pr. n. št., kovanci iz rimskega obdobja ter zaobljubljene figurice in nakit iz frankovskega obdobja. To kaže na dolgoročno uporabo jame kot pribežališče in prostor za čaščenje. Najpomembnejše odkritje je bil razbit črnoglazirani skifos iz poznega 5. stoletja pr. n. št., na katerem piše ΕΥΡΙΠΠ (del imena Evripid) v pisavi iz helenističnega in rimskega obdobja.
Lolos je odkril tudi temelje majhnega podeželskega svetišča, približno 70 metrov jugozahodno od jame, na poti do obale. Na podlagi marmornega falusa in drugih najdb je najdišče interpretiral kot svetišče Dioniza, boga zavetnika grškega gledališča.

## Dostop
Jama, ki nima označenega dostopa, je med naseljema Peristeria in Kolones, približno 350 metrov severozahodno od severnega konca ulice Euripides, po pešpoti navzgor. Vhod zapirajo jeklena vrata.